# Polizistenmorde von Dortmund und Waltrop
Bei den Polizistenmorden von Dortmund und Waltrop erschoss der 31-jährige Neonazi Michael Berger (* 16. Januar 1969; † 14. Juni 2000 in Olfen) drei Polizeibeamte und tötete sich anschließend selbst.

## Tathergang
Am 14. Juni 2000 war Berger in seinem BMW im Stadtgebiet von Dortmund unterwegs. Da er nicht angeschnallt war, fiel er den Polizeibeamten Thomas Goretzky und Nicole Hartmann auf, die ihn aus dem Streifenwagen heraus zum Anhalten aufforderten. Berger versuchte zu flüchten, wurde am Unteren Graffweg in Dortmund-Brackel gestellt und eröffnete das Feuer auf die Beamten. Goretzky wurde tödlich verletzt, die schwer verletzte Nicole Hartmann alarmierte die Zentrale, die eine Großfahndung auslöste. In Waltrop stoppte der flüchtende Berger neben einem Streifenwagen an der Kreuzung Borker Straße/Unterlipper Straße/Oberlipper Straße und feuerte drei gezielte Schüsse auf die darin befindlichen Polizisten Yvonne Hachtkemper und Matthias Larisch von Woitowitz ab; beide erlagen den erlittenen Kopfschüssen sofort. Am späten Nachmittag wurde das Fluchtfahrzeug auf einem Feldweg in einem Olfener Waldstück entdeckt. Michael Berger wurde tot im Wagen aufgefunden; er hatte sich durch einen Kopfschuss selbst getötet.

## Täter
Berger wuchs in Selm-Bork auf und erwarb die mittlere Reife. Mitte bis Ende der 1980er-Jahre machte er eine kaufmännische Ausbildung in Dortmund. Er leistete Wehrdienst als Panzergrenadier und arbeitete anschließend als Taxifahrer, Vertreter für Feuerlöscher und in einem Autohaus. Zuletzt lebte er im Dortmunder Stadtteil Körne.
Berger war fest in die nordrhein-westfälische Neonazi-Szene integriert und unter anderem mit dem Dortmunder Anführer der Borussenfront, Siegfried Borchardt, befreundet.
Die Kameradschaft Dortmund verbreitete nach Bergers Morden öffentlich Aufkleber mit dem Schriftzug „Berger war ein Freund von uns. 3:1 für Deutschland. KS Dortmund“. Auch zur Neonazi-Organisation Sauerländer Aktionsfront bestanden Kontakte.

## Untersuchungen
Bei der Durchsuchung von Bergers Wohnung in Körne wurden eine Splitterhandgranate, Jagdgewehre, Revolver und eine ungarische Pistole gefunden. In seinem Elternhaus in Selm wurde ein verstecktes AK-47-Sturmgewehr entdeckt. Berger besaß keinen Waffenschein und war polizeilich bislang nicht in Erscheinung getreten. Im April 2000 war ihm jedoch der Führerschein entzogen worden.
In Bergers Brieftasche wurden unter anderem ein Bild Adolf Hitlers, ein Mitgliedsausweis der NPD, je eine Visitenkarte des Neonazis und V-Manns Sebastian Seemann und des später verbotenen Nationalen Widerstand Dortmund (NWDO) gefunden. In seiner Wohnung fanden sich zudem Mitgliedsausweise der DVU und Republikaner.
Dennoch sahen die Ermittlungsbehörden keine Anhaltspunkte für eine politische Tatmotivation: Hinweise auf „politisch motivierte Kriminalität“ lägen nicht vor, obwohl Dortmunder Neonazis Berger öffentlich als einen der ihren bezeichneten und die Tat feierten. Vermutungen in den Medien über einen Zusammenhang zwischen der Tat und Hinweisen auf Aktivitäten Bergers in der Neonazi-Szene wurden nicht verifiziert. Das Verfahren wurde aufgrund seines Todes eingestellt.
Im Zuge der Untersuchung der Morde des Nationalsozialistischen Untergrundes (NSU) wurde auch die Tat Bergers wieder neu untersucht, da im Propagandamaterial des NSU auch Bezüge zu Berger gefunden wurden. Berger war im Nachrichtendienstlichen Informationssystem des Verfassungsschutzes erfasst und hatte nachweislich Kontakte zu V-Leuten. Dabei wurde der Verdacht geäußert, Berger selbst habe mit dem Verfassungsschutz zusammengearbeitet. Der erste Mord des NSU fand nur wenige Monate nach Bergers Tat statt.
Der Landtag Nordrhein-Westfalen beschloss 2014, die Morde in die Arbeit des NSU-Untersuchungsausschusses einzubeziehen, der mögliches Fehlverhalten und Versäumnisse aufarbeiten soll. Die Ausschussvorsitzende, Nadja Lüders, trat im März 2015 vom Vorsitz zurück, nachdem bekannt geworden war, dass sie Michael Berger als Anwältin, damals noch unter ihrem Geburtsnamen Nadja Warmer, wegen der fristlosen Kündigung durch seinen Arbeitgeber rechtlich vertreten hatte. Auch ihre Visitenkarte war im Jahr 2000 bei Berger gefunden worden.

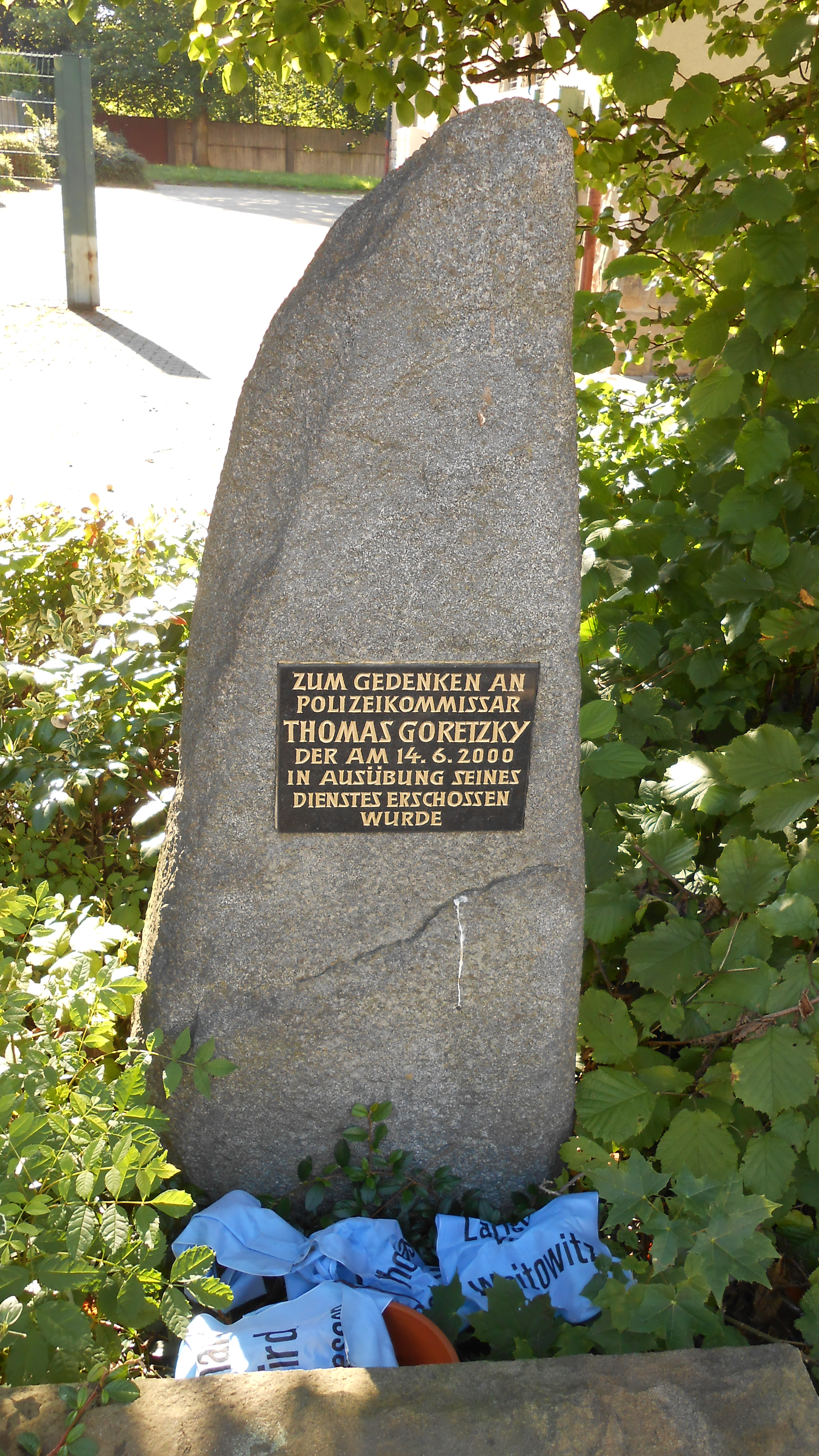
Denkstein im Unteren Graffweg in Dortmund-Brackel

## Gedenken und Folgen
Bei der zentralen Trauerfeier für die Opfer am 19. Juni 2000 zogen über 8000 Polizisten aus dem gesamten Bundesgebiet in einem Schweigemarsch durch die Dortmunder Innenstadt. Ministerpräsident Wolfgang Clement äußerte „tief empfundene Hilflosigkeit angesichts der schrecklichen Tatsache des Todes dreier junger Polizeibeamter“. NRW-Innenminister Fritz Behrens erklärte, man werde sich darum bemühen, Beamtinnen und Beamten optimalen Schutz und bestmögliche Ausrüstung anzubieten. In Folge der Morde rüstete die Polizei in NRW alle Beamten mit schusssicheren Westen aus und passte die Fortbildung der Beamten zur Eigensicherung den Erkenntnissen an.
Während nichtstaatliche Initiativen die Opfer als Todesopfer rechtsextremer Gewalt in der Bundesrepublik Deutschland werten, wird von staatlicher Seite das konkrete Motiv der jeweiligen Tat herangezogen. Im Fall Michael Bergers heißt es, es sei eine Verdeckungstat gewesen.
Am Tatort im Unteren Graffweg wurde eine Gedenktafel für den getöteten Thomas Goretzky errichtet.
In einem Neubaugebiet des Dortmunder Stadtbezirks Innenstadt-Ost wurde eine Straße nach Thomas Goretzky benannt.